# Corriente de las Azores

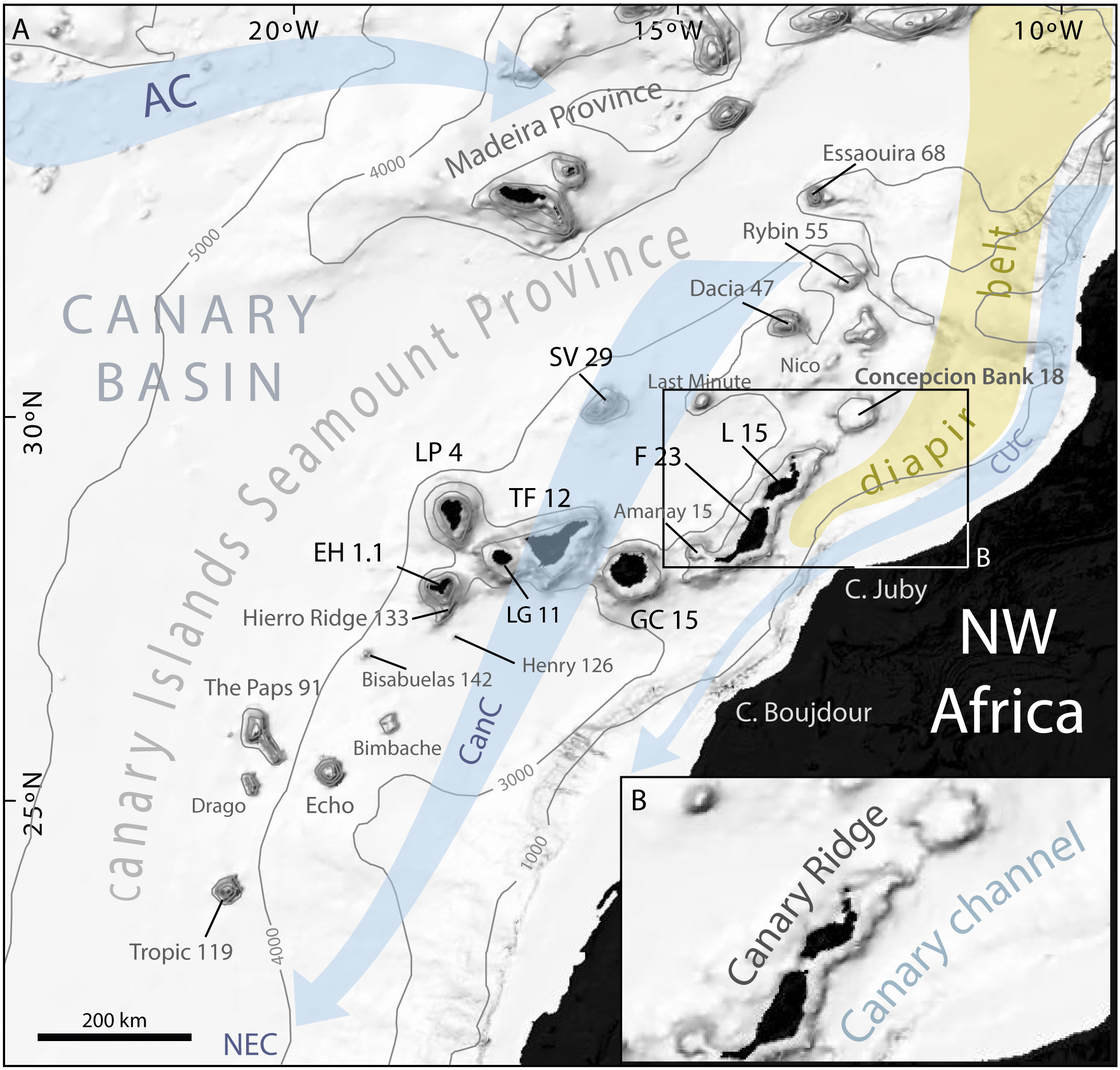
Representación del fondo marino de las islas Canarias con la llegada de la corriente de las Azores (AC) y la corriente de Canarias (CanC)

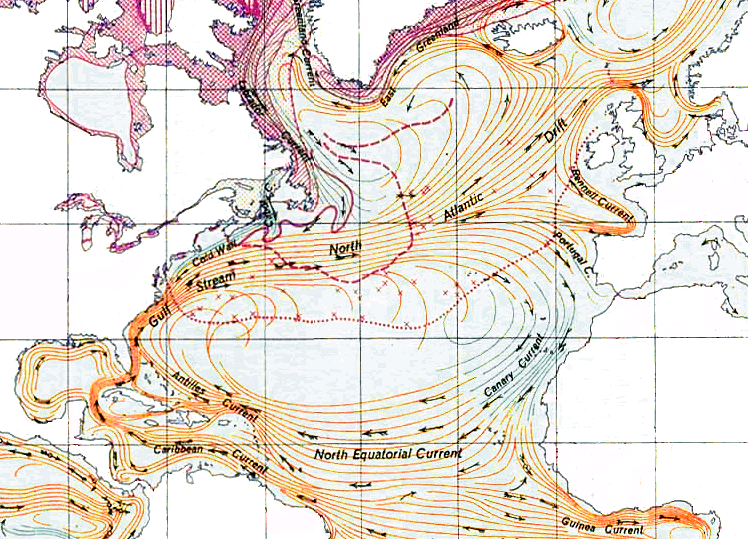
Representación antigua del giro del Atlántico Norte, donde no figura explícitamente la corriente de las Azores, que correspondería a la parte inferior del flujo, paralela a la corriente de Portugal, y "precursora" de la corriente de Canarias.

La corriente de las Azores es una corriente generalmente en sentido este a sudeste del océano Atlántico norte. Se origina cerca de los Grandes Bancos de Terranova (45° N / 45°) donde la corriente del Golfo se separa en dos ramas, la rama norte, que acontece la corriente Atlántica norteña y la rama del sur la corriente de las Azores, puesto que estas islas son bañadas por la corriente.
La corriente de las Azores forma parte del Giro del Atlántico Norte; fluye hacia el sudeste hasta que atraviesa la cresta del Atlántico medio. Después, va hacia el este hasta acercarse a la costa africana. Finalmente, continúa hacia el este hasta el golfo de Cádiz o parte de sus aguas al estrecho de Gibraltar. Investigaciones recientes sugieren que la evacuación de agua salada del mar Mediterráneo desempeña una función en el fortalecimiento de la corriente de las Azores.